# Liste des ponts du canton de Bâle-Ville
Cette page présente la liste des ponts du canton de Bâle-Ville.

## Ponts sur le Rhin
Les ponts sur le Rhin dans l'ordre du courant.
| Rang | Identification                                             | Longueur (m) | Matériau | Construction actuelle | Vue |
| ---- | ---------------------------------------------------------- | ------------ | -------- | --------------------- | --- |
| 1    | Holzapfelweg sur la centrale hydroélectrique de Birsfelden |              |          |                       |     |
| 2    | Eisenbahnbrücke (de)                                       |              |          |                       |     |
| 3    | Schwarzwaldbrücke (de)                                     |              |          |                       |     |
| 4    | Wettsteinbrücke (de)                                       |              |          |                       |     |
| 5    | Mittlere Brücke                                            |              |          |                       |     |
| 6    | Johanniterbrücke (de)                                      |              |          |                       |     |
| 7    | Dreirosenbrücke                                            |              |          |                       |     |